# Stulpicani
Stulpicani es una comuna ubicada en el distrito de Suceava, Rumania.

## Superficie
Posee una superficie de 216,7 kilómetros cuadrados.

## Demografía
Hasta 2021 la población era de 5362 habitantes, con una densidad de población de 24,74 habitantes por kilómetro cuadrado.